# Shorty (cràter)
Shorty és un cràter d'impacte de la Lluna situat a la vall de Taurus-Littrow. El 1972, els astronautes de la missió Apollo 17 el van visitar. Té una mida d'aproximadament 110 metres de diàmetre i 14 m al punt més profund.

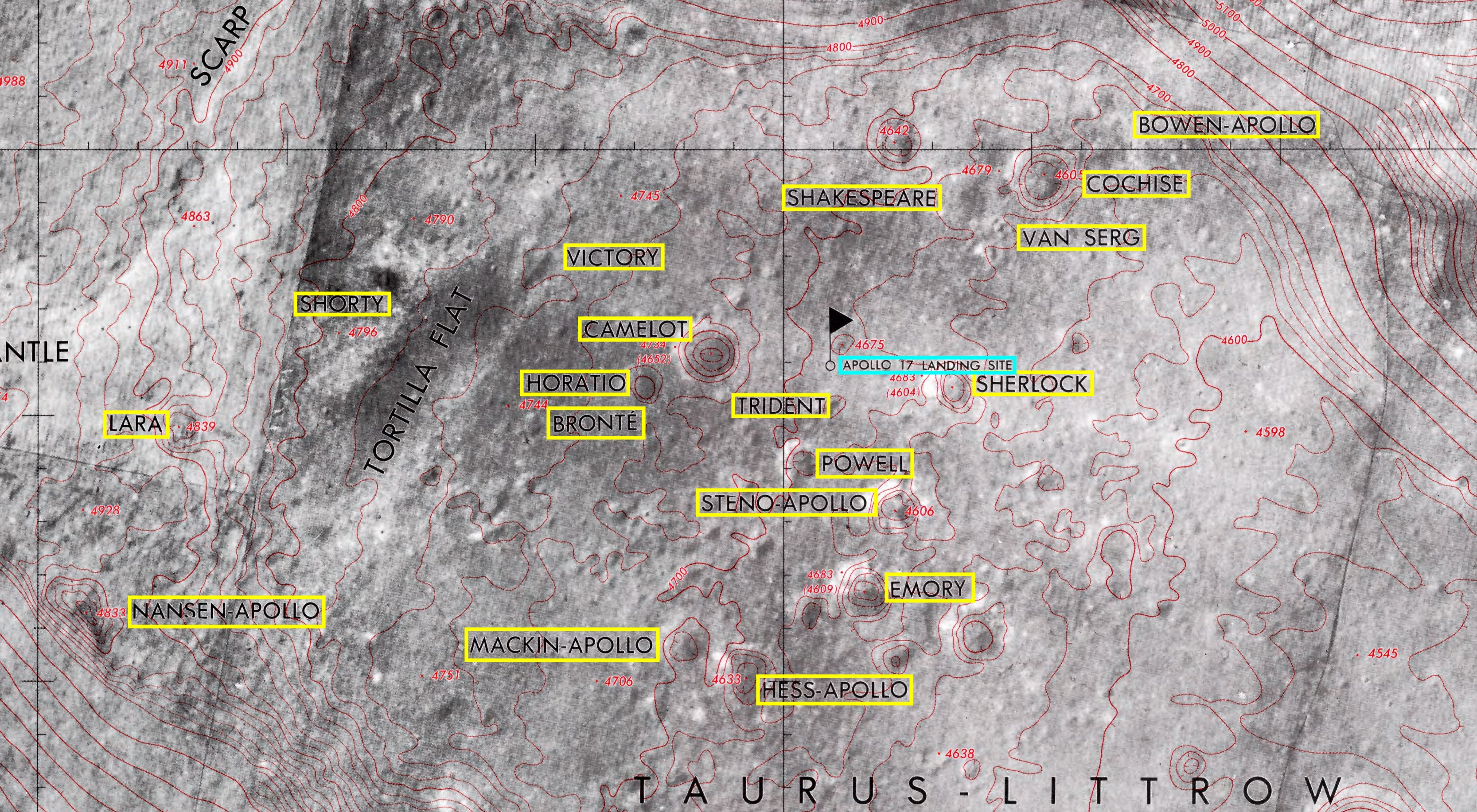
Localització de Shorty, al centre esquerra de la imatge (Lunar Topophotomap 43D1S1)
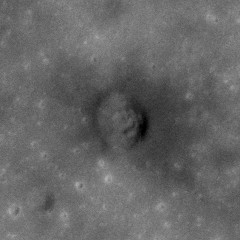
Imatge panoràmica des de l'Apollo 17

| «                                                                                                  | El cràter Shorty té 14 metres de profunditat. Segons les nostres investigacions al cràter i més endavant examinant les fotografies, l'impacte que el va formar va penetrar, en ordre, les capes següents: la regolita al dipòsit d'allau, el dipòsit d'allau, la regolita present sobre un flux de lava basàltica, la capa d'aquesta lava basàltica que cobria i protegia les capes de vidre taronja i negre, les capes de vidre esmentades, la regolita present sobre una segona capa de lava volcànica i finalment, la part superior d'aquesta segona capa de lava. Les aglomeracions de vidre taronja i negre i els fragments de basalt s'estenen al llarg de tota la manta de fragments aixecada després de l'impacte que envolta el cràter Shorty. | » |
| — Harrison H. Schmitt, pilot del mòdul lunar de la missió Apollo 17. Cita de la pàgina web de LROC | |   |

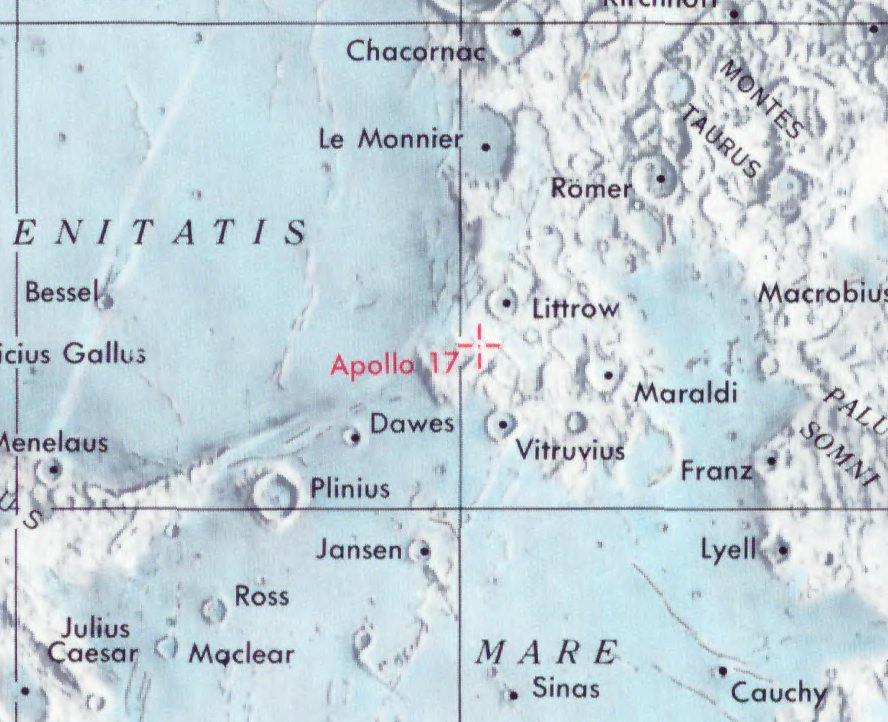
Localització del lloc d'allunatge de l'Apollo 17

A l'est de Shorty hi ha Victory, Camelot i el lloc d'allunatge de l'Apollo 17. Al sud-est hi ha Brontë. Al sud-oest hi ha Lara i Nansen-Apollo.

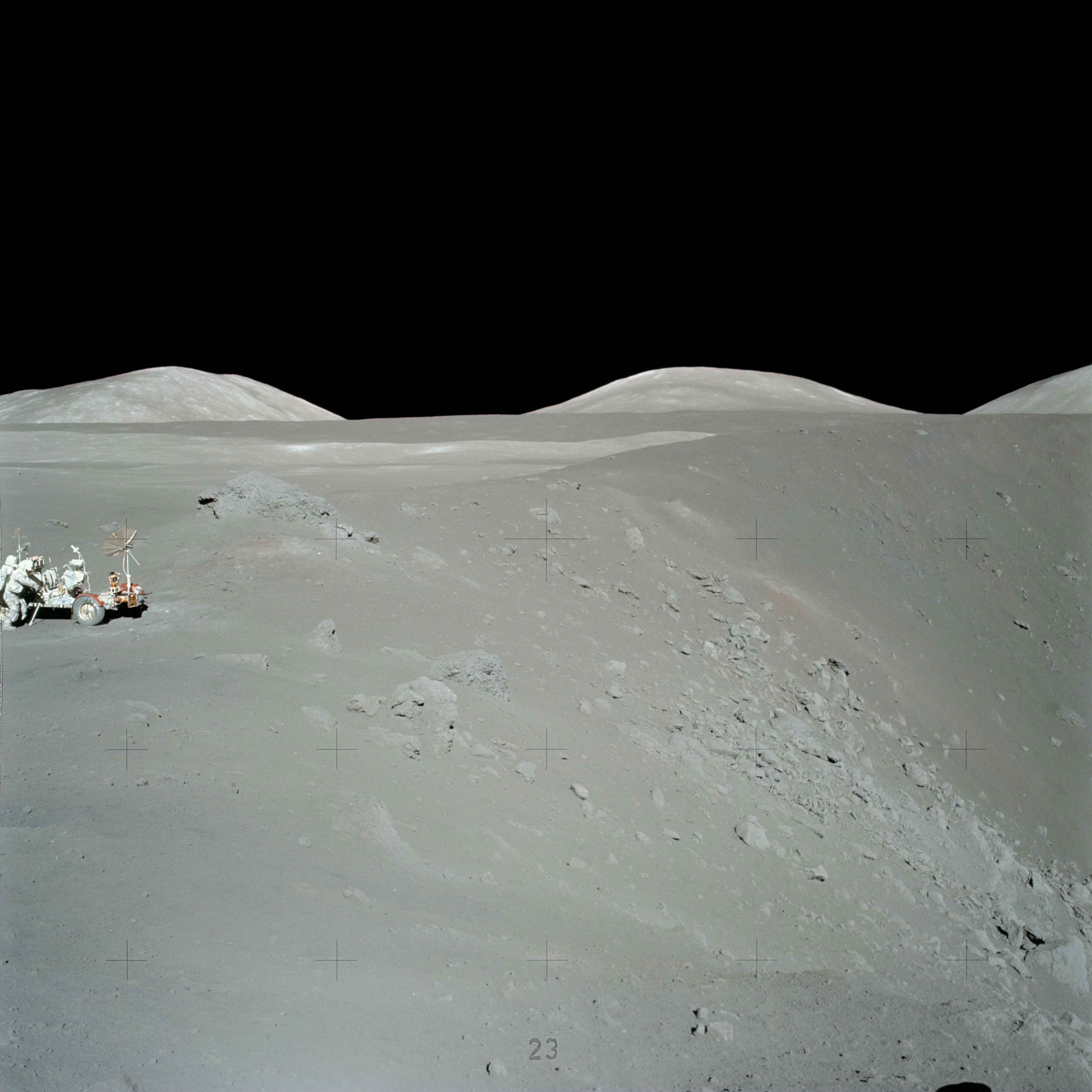
Explorant el cràter Shorty durant la missió Apollo 17 a la Lluna. El sòl taronja es va trobar a la dreta del rover, a la base del petit turó a la vora del cràter.
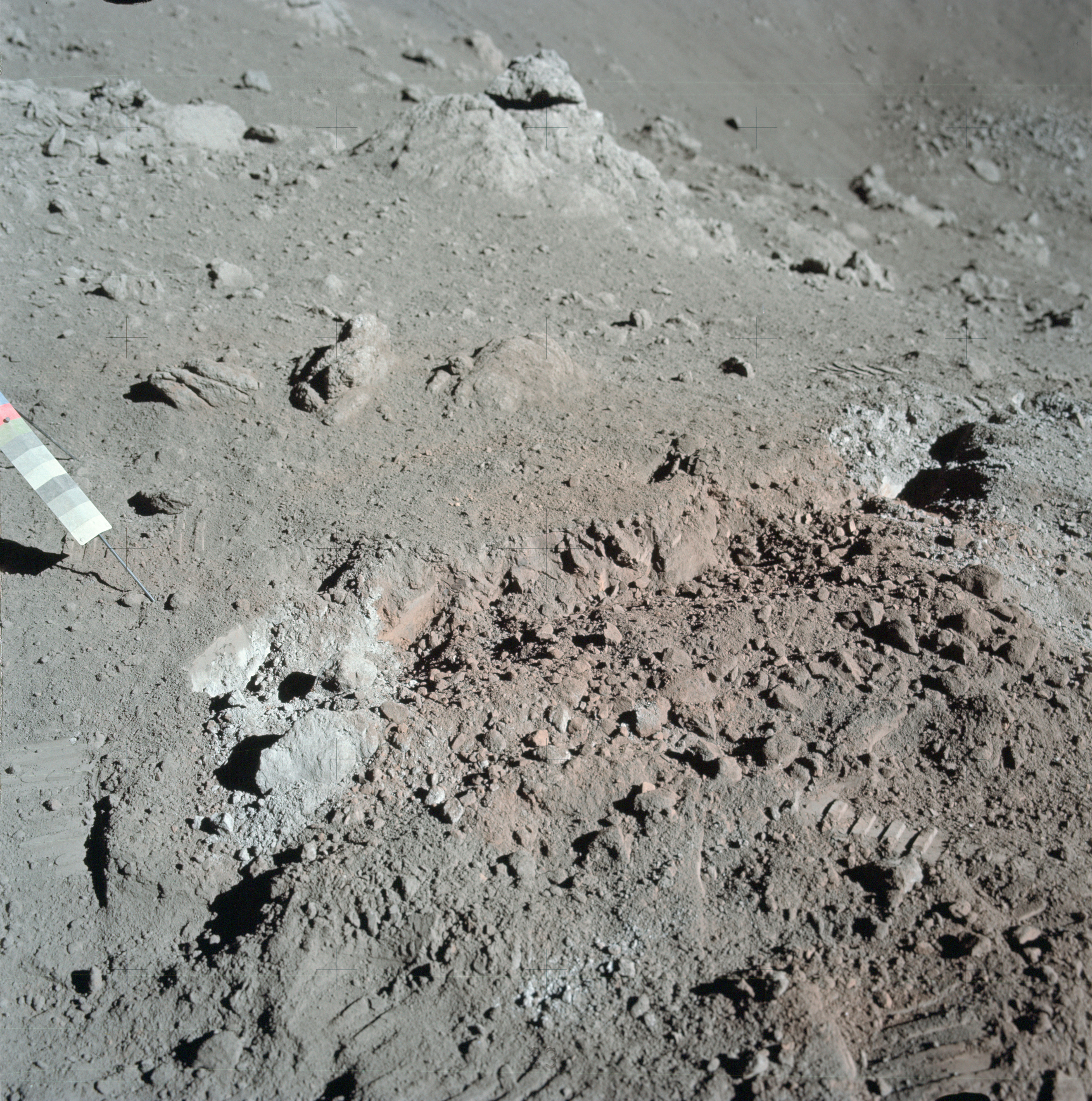
Sòl taronja trobat al costat de Shorty, que va resultar ser un vidre piroclàstic ric en titani

## Denominació
El cràter va rebre el nom del personatge «Shorty» de la novel·la de 1967 de Richard Brautigan Trout Fishing in America, així com per honrar el gènere de la història curta (en anglès, short story) amb una referència particular a J. D. Salinger.

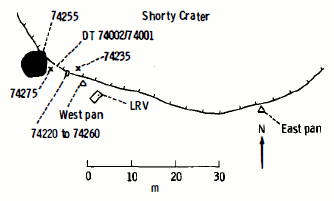
Mapa planimètric de l'Estació Geològica 4 inclosa la vora de Shorty
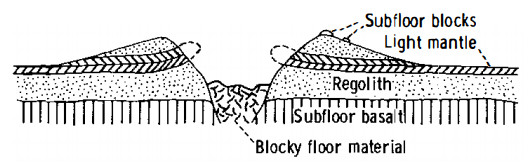
Secció transversal esquemàtica del cràter Shorty amb escala vertical exagerada

La denominació té el seu origen en els topònims utilitzats en el full a escala 1/50.000 del Lunar Topophotomap amb la referència 43D1S1 Apollo 17 Landing Area.